# Gulröd hårskål
Gulröd hårskål (Lachnum bicolor) är en svampart som först beskrevs av Pierre Bulliard (v. 1742–1793), och fick sitt nu gällande namn av Petter Adolf Karsten 1871. Lachnum bicolor ingår i släktet Lachnum och familjen Hyaloscyphaceae.  Utöver nominatformen finns också underarten rubi.
I den svenska databasen Dyntaxa används istället namnet Capitotricha bicolor för samma taxon.  Arten är reproducerande i Sverige.